# Baltijsk
Baltíjsk (in russo Балти́йск?; in tedesco Pillau; in polacco Piława; in lituano Piliava; in yiddish פּילאַווע‎?, Pilave) è una città della Russia, posta nell'oblast' di Kaliningrad, di 33 252 abitanti. È la città più occidentale della Russia. Sorge sullo Stretto di Baltijsk, che separa le acque della Laguna della Vistola da quelle della Baia di Danzica.

## Storia
Il piccolo villaggio di Pils, che in prussiano significa forte, era un piccolo agglomerato di case di pescatori prussiani. Nel 1510 una forte tempesta creò la laguna retrostante il villaggio. Col passare del tempo crebbe la sua importanza di porto all'interno del Ducato di Prussia e venne così decisa la costruzione di un fortino. Durante la guerra dei trent'anni gli Svedesi occuparono la città nel corso della campagna contro la Confederazione Polacco-Lituana. Il re Gustavo Adolfo vi sbarcò una seconda volta nel maggio del 1626. Nel corso della loro occupazione gli Svedesi ampliarono le fortificazioni e costruirono un forte stellato. Dopo aver fatto pagare un riscatto di 10 000 talleri, la Svezia consegnò Pillau al principe elettore del Brandeburgo. Nel XVII secolo la città si sviluppò notevolmente, tanto da essere visitata perfino da Pietro I il Grande. Nella guerra dei sette anni venne presa dalle truppe russe, mentre nel 1807 vi fece il suo ingresso l'armata napoleonica.
Con la costruzione, nel 1901 del Canale di Königsberg, che di fatto escludeva Pillau dai grandi traffici navali diretti verso l'antica capitale prussiana, l'economia cittadina venne duramente provata. Sul finire della seconda guerra mondiale, Pillau divenne punto d'imbarco privilegiato per i profughi tedeschi diretti verso la Germania.
I Sovietici fecero il loro ingresso in città il 25 aprile 1945. Dopo la guerra venne inclusa nell'Oblast di Kaliningrad e, nel corso della campagna di russificazione che stava avvenendo nella Prussia Orientale in quel tempo, le venne mutato il nome in Baltijsk, data la sua posizione sul Mar Baltico. Nel 1952 venne inaugurata la base della Flotta del Baltico e di conseguenza divenne città chiusa.